# Vaccinium coriaceum
Vaccinium coriaceum är en ljungväxtart som beskrevs av Joseph Dalton Hooker. Vaccinium coriaceum ingår i Blåbärssläktet, och familjen ljungväxter. Utöver nominatformen finns också underarten V. c. hirsuticalyx.